# 播道神學院

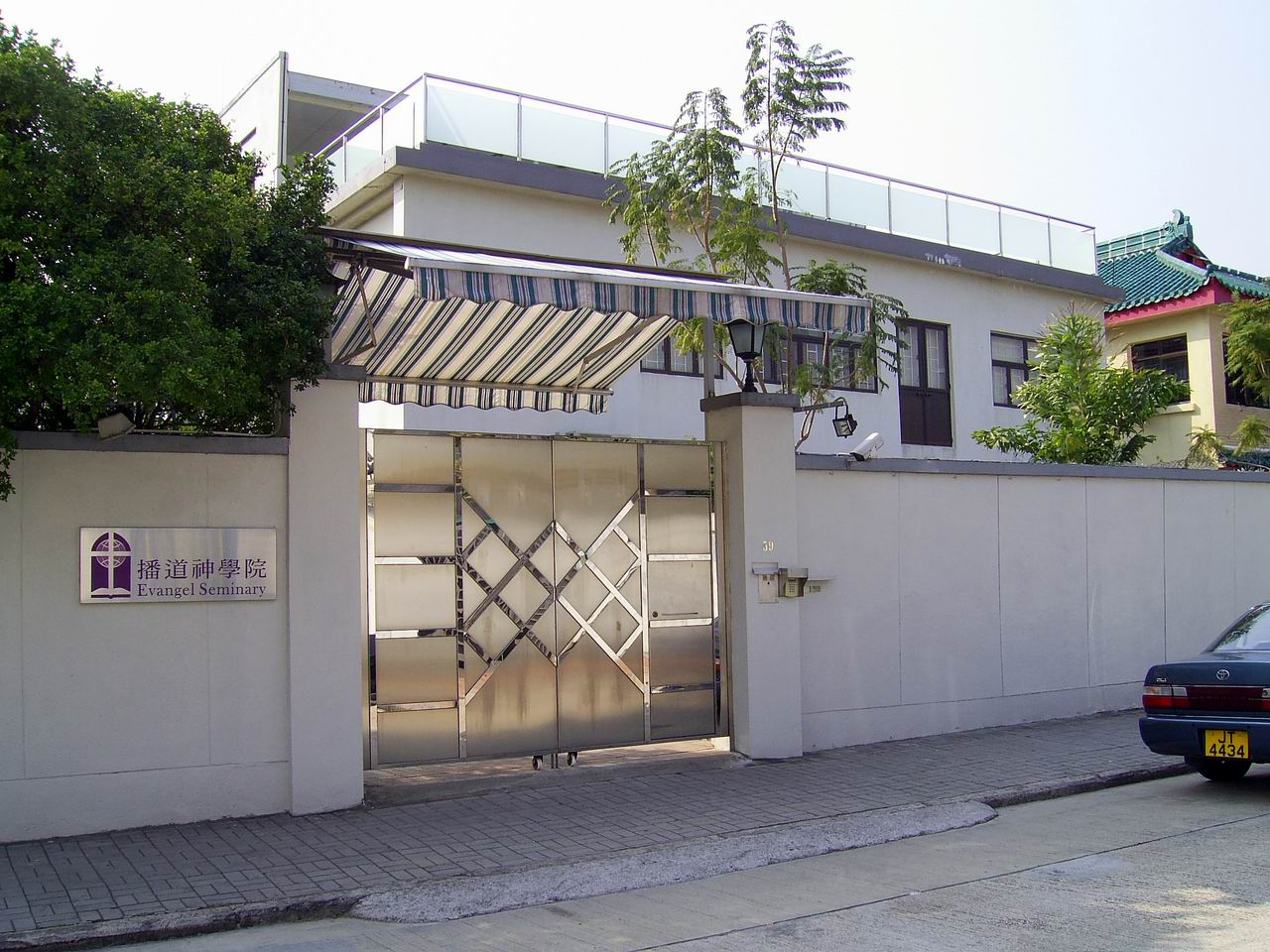
播道神學院

播道神學院（Evangel Seminary）於1932年由基督教美國播道會在華之西教士梁貴民牧師在廣州河南創辦「廣州聖經學院」。因政治局勢改變，遷香港相繼後在九龍城侯王道及九龍塘根德道上課，1957年，遷至九龍塘金巴倫道 59 號現址。1965年，「廣州聖經學院」正式易名為播道神學院。2019年7月底，遷至荔枝角美孚新邨第六期蘭秀道38-46號（前址為德仁書院及香港大學專業進修學院九龍西分校）。
該院新院長為郭文池博士，已於2013年8月1日上任，接替2013年6月任期屆滿後移居蘇格蘭的前院長楊詠嫦博士（她已於2011年7月與著名新約學者馬歇爾教授（Prof. Ian Howard Marshall）在英國結婚）。

## 外部連結
- 播道神學院 （页面存档备份，存于）